# اسقف‌نشین باث و ولز
اسقف‌نشین باث و ولز (انگلیسی: Diocese of Bath and Wells) بخشی تشکیل دهنده از استان کانتربری کلیسای انگلستان در کشور انگلستان است. این اسقف‌نشین که در سال ۹۰۹ میلادی تاسیس شده است شامل ۵۶۹ کلیسا می‌باشد و مرکز آن کلیسای جامع ولز است.